# Антигон II Гонат
Антигон II Гонат (на старогръцки: Ἀντίγονος B΄ Γονατᾶς) е македонски цар от династията на Антигонидите от 276 до 239 г.пр. Хр.
Наричан е „втори основател“ на Македония. Дългото му управление, дошло след изтощителните борби на диадохите и келтското нашествие на Балканите, води до вътрешно- и външнополитическо укрепване на македонската държава.

## Произход
Антигон II е син на Деметрий I Полиоркет и внук на диадоха Антигон I Монофталм. Майка му Фила е дъщеря на друг диадох – Антипатър. Роден е през 319 г.пр.Хр. Прозвището си „Гонат“ дължи вероятно на тесалийския град Гони, където е роден, според някои, или отгледан, според други.

## Борба за Македония
През 287 г. пр.Хр. Деметрий поставя Антигон за наместник в Гърция, докато сам се бори безуспешно да задържи властта си над Македония, а впоследствие е пленен от Селевк I Никатор в Мала Азия. На Антигон остават гръцките владения на баща му – стратегически важните крепости Акрокоринт, Халкида и Деметриада. През 280 г.пр.Хр. прави опит да си върне Македония, неуспешен заради поражение в морска битка с флотата на Птолемей Керавън. След поход в Мала Азия и мирен договор със сирийския цар Антиох I Сотер, през 277 г.пр.Хр. Антигон сразява една келтска армия край Лизимахия и подема нов опит да овладее Македония, този път успешен. Последователно се справя с претендента Антипатър Етесий и с тирана на Касандрия Аполодор и към 276 г.пр.Хр. установява властта си над цялата страна. Само две години по-късно голяма част от Македония е овладяна от Пир. Антигон задържа само крайбрежните градове и успява да възстанови позициите си едва след гибелта на епирския цар през 272 г.пр.Хр.

## Борба за Елада
Антигон II се стреми да запази македонското превъзходство в Гърция като поддържа слабостта и разединението на гръцките държави. По думите на историка Полибий, този македонски цар „създаде повече монарси, отколкото който и да е друг“ в Елада. Основната цел на тази политика е да не бъде допуснат външен враг или претендент за престола да използва гръцките ресурси срещу Антигон и династията му.
През 268 г.пр.Хр. Спарта и Атина се съюзяват срещу македонската власт в Елада. Започнатата от тях Хремонидова война приключва през 261 г.пр.Хр. с пълна победа за Антигон Гонат, въпреки подкрепата, която египетският цар Птолемей II оказва на гръцките му противници. В резултат от войната Атина изпада в още по-тежка зависимост от Македония, а амбициите на Спарта за господство над Пелопонес са пресечени. Антигон укрепва още повече външнополитическото положение на Македония и династията си чрез съюз със Селевкидите – синът му Деметрий се жени за Стратоника, сестра на сирийския цар Антиох II. Съперничеството с Египет, който продължава подривните действия срещу македонската власт в Елада, води до две морски битки – при Кос през 261 или 255 г.пр.Хр. и при Андрос през 246 г.пр.Хр., в които Антигон нанася поражения на Птолемеите.
Придобивките от тези победи не са трайни, поради сепаратизъм и издигане на две нови силни гръцки държави – Ахея и Етолия. През 249 г.пр.Хр. въстава управителят на Коринт и Евбея Александър. Четири години по-късно Антигон успява да си върне Коринт, но го губи отново през 243 г.пр.Хр. от ахейците, предвождани от Арат от Сикион.

## Вътрешно управление
Приоритет, който Антигон Гонат успява да постигне през дългото си управление, е възстановяването и укрепването на Македония след продължителните борби между диадохите и келтското нашествие. В близки отношения със стоика Зенон от Китион, той привлича в двора си писатели, поети и философи от цяла Елада – Йероним от Кардия, Арат от Соли, Александър от Етолия и други, а спрямо поданиците си се ръководи от принципа, че „царската власт е почетно робство“.
Антигон разширява Македония със земите на пеоните по горното течение на Аксиос. Основава градове – два на име Антигония край Аксиос и в Халкидика и Деметриада в Македония. Умира 80-годишен през 240 или 239 г. пр. Хр..

## Контакти с Индия
Eдин от надписите на Ашока свидетелства за преки контакти между Индия и Македония по времето на този маурийски владетел и Антигон. Македонският цар посреща мисионери на Ашока, които проповядват (успешно според надписа) будистката философия за праведност и ненасилие.

## Потомство
На младини Антигон Гонат има връзка с хетерата Демо от Атина, от която има син Халкионей. За да скрепи съюза си със Селевкидите, към 276/275 г. пр. Хр. се жени за племенницата си Фила, полусестра на Антиох I. От този брак е роден Деметрий, който наследява Антигон на престола.